# Rhynchocinetes rathbunae
Rhynchocinetes rathbunae är en kräftdjursart som beskrevs av Okuno 1996. Rhynchocinetes rathbunae ingår i släktet Rhynchocinetes och familjen Rhynchocinetidae. Inga underarter finns listade i Catalogue of Life.